# Мюррей, Джон, 3-й герцог Атолл
Джон Мюррей, 3-й герцог Атолл (англ. John Murray, 3th Duke of Atholl; 6 мая 1729 — 5 ноября 1774) — шотландский аристократ, наследственный пэр и политик-тори. Он был известен как Джон Мюррей с 1729 по 1764 год.

## Предыстория
Родился 6 мая 1729 года. Мюррей был старшим сыном лорда Джорджа Мюррея (1694—1760), пятого сына Джона Мюррея, 1-го герцога Атолла (1660—1724). Его матерью была Амелия Мюррей (ок. 1710—1766), дочь Джеймса Мюррея из Гленкарса и Строуэна (1661—1712). Джеймс Мюррей и Джордж Мюррей были его младшими братьями.

## Политическая карьера
Некоторое время он был капитаном в роте пехотного полка лорда Лоудуна, впоследствии 54-го полка. Джон Мюррей был членом парламента от Пертшира с 1761 по 1764 год. 8 января 1764 года умер его дядя и тесть Джеймс Мюррей, 2-й герцог Атолл. Мюррей должен был стать наследником герцогского титула, который мог передаваться только по мужской линии, но он не имел на это права, так как его отец участвовал в восстании якобитов в 1745 году. Однако 7 февраля 1764 года Палата лордов считал Джона Мюррея законным наследником титула своего дяди (несмотря на то, что он был наследником своего отца) и наследовал ему как 3-й герцог Атолл. В 1766 году он был избран шотландским пэром-представителем в Палату лордов.
Его жена после смерти своего отца, второго герцога Атолл, унаследовала власть над островом Мэн и древнее английское баронство Стрейндж, Нокин, Уоттон, Моун, Бернел, Бассет и Лейси. В течение некоторого времени велись переговоры с английским правительством о передаче суверенитета над островом Мэн английской короной, и в 1765 году был принят парламентский акт о приведении в действие договора между лордами казначейства и герцогом и герцогиней Атолл о покупке суверенитета над островом Мэн и его зависимыми территориями за 70 000 фунтов стерлингов, при этом герцог и герцогиня сохранили свои манориальные права, покровительство епископству и другим церковным благотворительным фондам, рыболовство, полезные ископаемые и т. д. 42-й пехотный полк, или Черная стража, под командованием лорда Джона Мюррея должен был находиться на острове для поддержания порядка. Деньги, полученные герцогом и герцогиней, должны были быть заложены и вложены в покупку наследственных земель в Шотландии, неотчуждаемых для определенного круга наследников. Герцог и герцогиня также получали пожизненную ренту в размере 2000 фунтов.
Герцог Атолл был избран представителем пэра после графа Сазерленда, который умер 21 августа 1764 года, и был переизбран в 1768 году. В 1767 году он был награжден Орденом Чертополоха.
Он был великим мастером Древней великой ложи Англии с 1771 по 1774 год и великим мастером Великой ложи Шотландии с 1773 по 1774 год.
Герцог Атолл скончался в Данкелде 5 ноября 1774 года .

## Семья
23 октября 1753 года в Данкелде герцог Атолл женился на двоюродной сестре, леди Шарлотте Мюррей (6 мая 1729 — 5 ноября 1774), дочери Джеймса Мюррея, 2-го герцога Атолла (1690—1764), и Джейн Фредерик (1693—1748). У них было девять детей:
- Леди Шарлотта Мюррей (2 августа 1754 — 4 апреля 1808), шотландский ботаник и писатель
- Джон Мюррей, 4-й герцог Атолл (30 июня 1755 — 29 сентября 1830), старший сын и преемник отца
- Лорд Джордж Мюррей (30 января 1761 — 3 июня 1803), женат с 1780 года на Энн Шарлотте Грант (1765—1844)
- Лорд Уильям Мюррей (20 марта 1762 — 29 декабря 1796). Был женат с 1789 года на Мэри Энн Ходжес, внучке сэра Джеймса Ходжеса, городского клерка Лондонского сити. У них были сын и дочь.
- Леди Амелия Мюррей (1763—1818), 1-й муж — капитан Томас Ивье Кук, 2-й муж — Сэр Ричард Грейс Гамон, 2-й баронет
- Леди Джейн Мюррей (1764 — 14 июня 1846); замужем за Джоном Гроссетом Мюрхедом (? — 1836)
- Лорд Генри Мюррей (13 июня 1767 — 3 декабря 1805). Был женат на Элизе Кент (? — 1847)
- Леди Мэри Мюррей (1769—1814); замужем за преподобным Джорджем Мартином (? — 1822)
- Лорд Чарльз Мюррей-Эйнсли (21 октября 1771 — 5 мая 1808), с 1796 года женат на Алисии Митфорд (1768—1813), дочери Джорджа Митфорда.

Джон Мюррей, 3-й герцог Атолл, скончался в ноябре 1774 года в возрасте 45 лет, утопившись в реке Тей в припадке бреда, и был похоронен в Данкелде. Его старший сын Джон Мюррей унаследовал герцогство Атолл.

## Титулатура
- 3-й герцог Атолл (с 8 января 1764)
- 4-й маркиз Атолл (с 8 января 1764)
- 3-й маркиз Таллибардин, Пертшир (с 8 января 1764)
- 6-й граф Таллибардин (с 8 января 1764)
- 5-й граф Атолл (с 8 января 1764)
- 3-й граф Страттей и Стратхардл, Пертшир (с 8 января 1764)
- 4-й виконт Балкухиддер (с 8 января 1764)
- 3-й виконт Балкухиддер, Глеалмонд и Гленлайон, Пертшир (с 8 января 1764)
- 8-й лорд Мюррей из Таллибардина (с 8 января 1764)
- 6-й лорд Мюррей, Гаск и Балкухиддер (с 8 января 1764)
- 3-й лорд Мюррей, Балвени и Гаск (с 8 января 1764)